# Kanton Thorens-Glières
Kanton Thorens-Glières (fr. Canton de Thorens-Glières) je francouzský kanton v departementu Horní Savojsko v regionu Rhône-Alpes. Skládá se ze šesti obcí.

## Obce kantonu
- Aviernoz
- Évires
- Groisy
- Les Ollières
- Thorens-Glières
- Villaz